# Hypothymis azurea
Hypothymis azurea е вид птица от семейство Monarchidae. Видът е незастрашен от изчезване.

## Разпространение
Разпространен е в Бангладеш, Бутан, Бруней, Камбоджа, Китай, Индия, Индонезия, Лаос, Малайзия, Мианмар, Непал, Филипини, Сингапур, Шри Ланка, Тайланд и Виетнам.